# داريل لويس
داريل لويس (بالإنجليزية: Darrell Lewis)‏ هو طبيب أسنان أمريكي، ولد في عقد 1935.